# Федеріко Вільде
Федеріко Вільде (ісп. Federico Wilde, 1909, Санта-Фе — дата смерті невідома) — аргентинський футболіст, що грав на позиції півзахисника, зокрема, за «Уніон» (Санта-Фе), а також національну збірну Аргентини.

## Клубна кар'єра
У футболі дебютував 1929 року виступами за команду «Уніон», в якій провів п'ять сезонів. 
Завершив професійну ігрову кар'єру у клубі «Спортіво» (Буенос-Айрес), за команду якого виступав протягом 1939 року.

## Виступи за збірну
1934 року дебютував в офіційних матчах у складі національної збірної Аргентини, зігравши на чемпіонаті світу 1934 року в Італії проти Швеції (2-3) свій єдиний матч.